# Bogusławiec
Bogusławiec [bɔɡuˈswavjɛt͡s] (tiếng Đức: Charlottenhof)  là một ngôi làng thuộc khu hành chính của Gmina Kołobrzeg, thuộc hạt Kołobrzeg, West Pomeranian Voivodeship, ở phía tây bắc Ba Lan.
Nó nằm khoảng 11 kilômét (7 mi) về phía tây nam của Kołobrzeg và 95 km (59 mi) về phía đông bắc của thủ đô khu vực Szczecin.